# Karoline Kunert
Karoline Kunert (* 11. Oktober 1873 in Alt Jauernick, Landkreis Schweidnitz; † 3. November 1948 in Zeitz) war eine deutsche Politikerin (SPD).

## Leben
Kunert besuchte die Volksschule, arbeitete danach als Dienstmädchen und war später als Hausangestellte in Breslau tätig. Sie war von 1917 bis 1923 Vorsitzende der Breslauer Ortsgruppe des Zentralverbandes der Hausangestellten und von 1919 bis 1927 Vorstandsmitglied der AOK Breslau. Daneben hatte sie sich an der Gründung der Breslauer Arbeiterwohlfahrt beteiligt und war seit 1922 deren Vorstandsmitglied.
Kunert war seit 1916 Funktionärin der SPD und von 1921 bis 1925 Bürgerdeputierte der Stadt Breslau. Am 14. November 1925 rückte sie als Abgeordnete in den Preußischen Landtag nach, dem sie bis 1933 angehörte.